# Suances
Suances – gmina w Hiszpanii, w prowincji Kantabria, w Kantabrii, o powierzchni 24,57 km². W 2011 roku gmina liczyła 8451 mieszkańców.